# Saché
Saché är en kommun i departementet Indre-et-Loire i regionen Centre-Val de Loire i de centrala delarna av Frankrike. Kommunen ligger i kantonen Azay-le-Rideau som tillhör arrondissementet Chinon. År 2022 hade Saché 1 405 invånare.
I Saché ligger slottet Château de Saché.

## Befolkningsutveckling
Antalet invånare i kommunen Saché
Referens:INSEE